# Nymphalis splendens
Nymphalis splendens är en fjärilsart som beskrevs av Reuss 1909. Nymphalis splendens ingår i släktet Nymphalis och familjen praktfjärilar. Inga underarter finns listade.